# Бингеле
Бингеле (фр. Binguélé) — деревня в Чаде, расположенная на территории региона Восточный Логон.

## Географическое положение
Деревня находится в южной части Чада, к югу от реки Либие, к западу от реки Западный Логон, на высоте 508 метров над уровнем моря.
Населённый пункт расположен на расстоянии приблизительно 462 километров к юго-юго-востоку (SSE) от столицы страны Нджамены.

## Климат
Климат деревни характеризуется как тропический, с сухой зимой и дождливым летом (Aw в классификации климатов Кёппена). Среднегодовая температура воздуха составляет 24,4 °C. Средняя температура самого холодного месяца (января) составляет 25,4 °С, самого жаркого месяца (марта) — 29,5 °С. Расчётная многолетняя норма осадков — 1253 мм. В течение года количество осадков распределено неравномерно, основная их масса выпадает в период с апреля по октябрь. Наибольшее количество осадков выпадает в августе (307 мм).

## Транспорт
Ближайший аэропорт расположен в городе Байбокум.